# Bariumadipat
Bariumadipat ist eine chemische Verbindung aus der Gruppe der Carbonsäurensalze und das Bariumsalz der Adipinsäure.

## Herstellung
Bariumadipat kann durch Fällung einer heißen Bariumchloridlösung mit Natriumadipat hergestellt werden.
{\displaystyle \mathrm {(CH_{2})_{4}(COO^{-})_{2}(Na^{+})_{2}+BaCl_{2}\ \longrightarrow \ 2\ NaCl+(CH_{2})_{4}(COO)_{2}Ba\downarrow } }
Auch die Neutralisation einer Bariumhydroxidlösung mit Adipinsäure liefert Bariumadipat.
{\displaystyle \mathrm {(CH_{2})_{4}(COOH)_{2}+Ba(OH)_{2}\ \longrightarrow \ (CH_{2})_{4}(COO)_{2}Ba+2\ H_{2}O} }

## Eigenschaften
Bariumadipat kristallisiert ohne Kristallwasser. Es ist in kaltem Wasser deutlich besser löslich als in heißem – bei 12 °C lösen sich 120,4 g in 1 Liter Wasser, bei 100 °C nur 74,7 g.
Die Pyrolyse von Bariumadipat bei 350 °C liefert Cyclopentanon und Bariumcarbonat.

## Geschichte
Die Darstellung unter dem Namen adipate of baryta wird lt. dem OED erstmals 1841 belegbar in The Chemist, Volume 2 erwähnt.